# Iglesia de Santa Ana (Cantoral de la Peña)
La Iglesia de Santa Ana de Cantoral de la Peña (España) conserva una puerta de acceso románica. La planta del templo está distribuida en una sola nave, que conserva un altar barroco de columnas salomónicas y una excelente y casi desconocida pila bautismal románica del siglo XII en la que se representan diferentes escenas, entre ellas, la lucha de un caballero contra un dragón, varias figuras sacerdotales y otros dos monstruos.
A los pies de la nave se levanta una torre campanario de sillarejo en su parte inferior y sillar en la superior. Articulada en torno a tres cuerpos, dispone de una puerta de acceso dovelada en su parte exterior. 
En una esquina del pórtico de acceso a este templo parroquial, puede verse un curioso reloj de sol construido en 1811, al que remonta y adorna un antiguo canecillo románico reaprovechado, donde se representa la figura de una mujer preñada. 
A pocos metros se encuentra el cementerio con la siguiente inscripción sobre el dintel: "HIZOSE ESTA OBRA -1872- SIENDO CURA AGUSTIN SALVADOR".

## Galería de imágenes

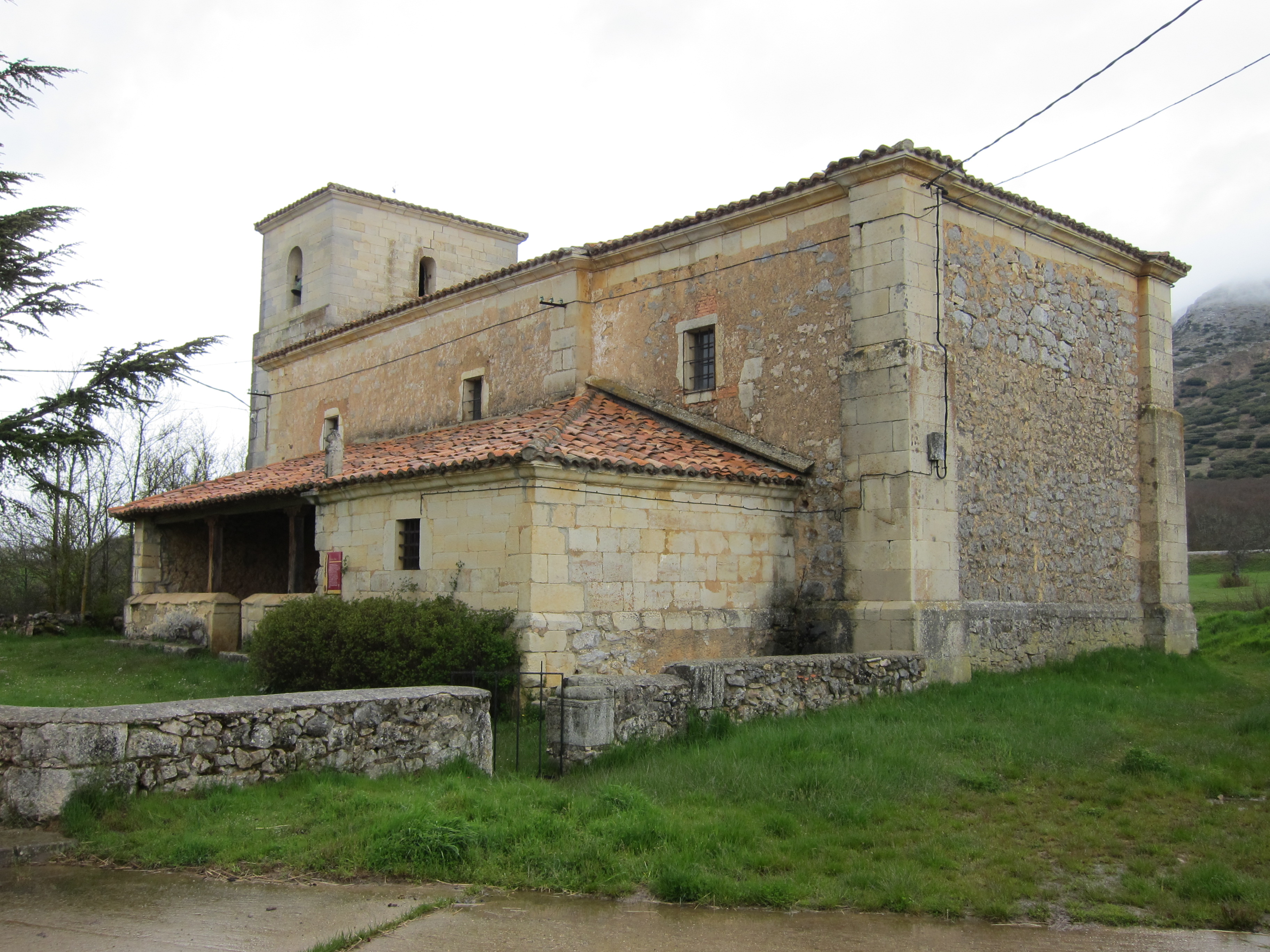
Vista general de la Iglesia de Santa Ana en Cantoral de la Peña.
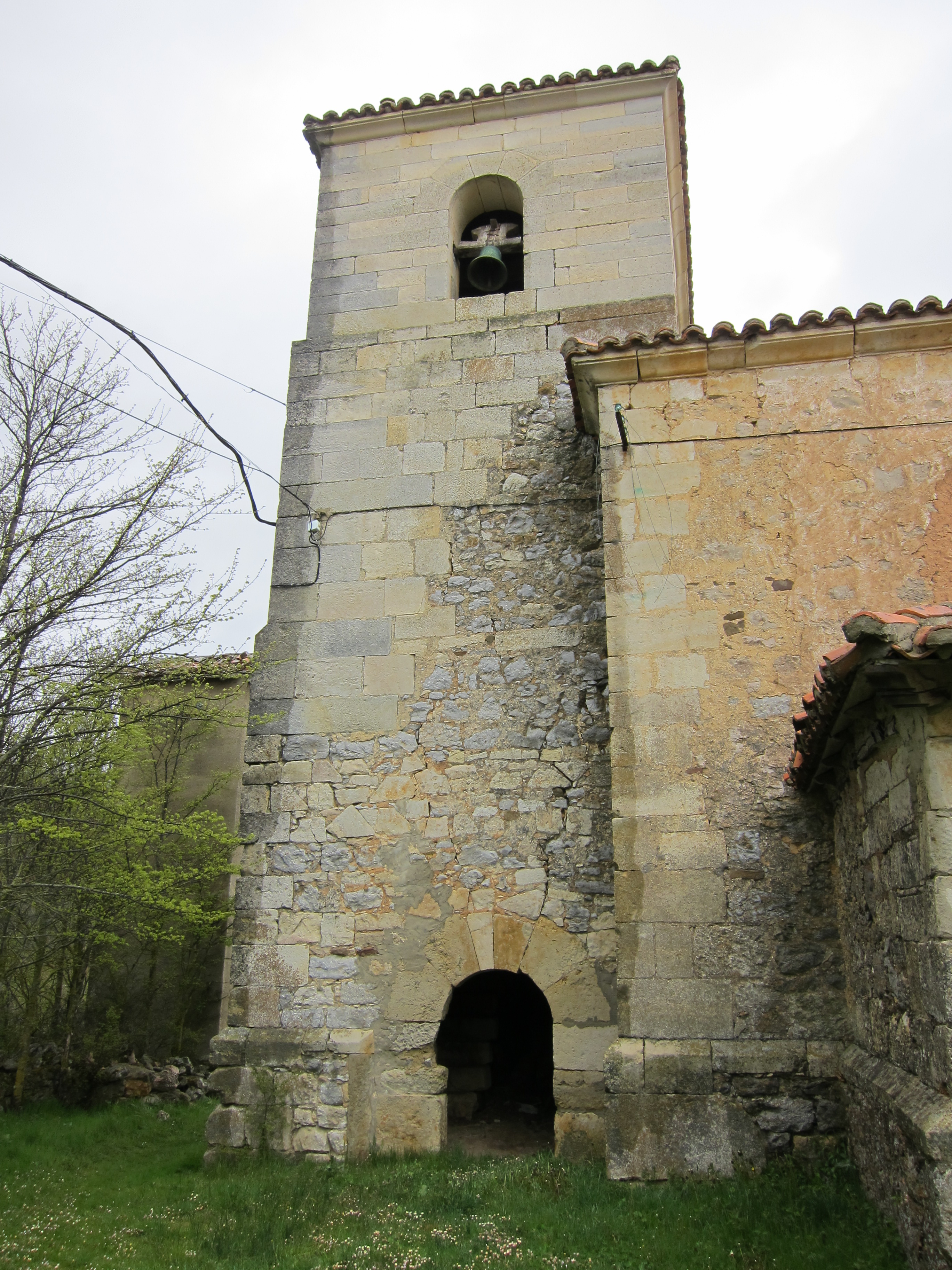
Torre campanario y de Iglesia de Santa Ana.
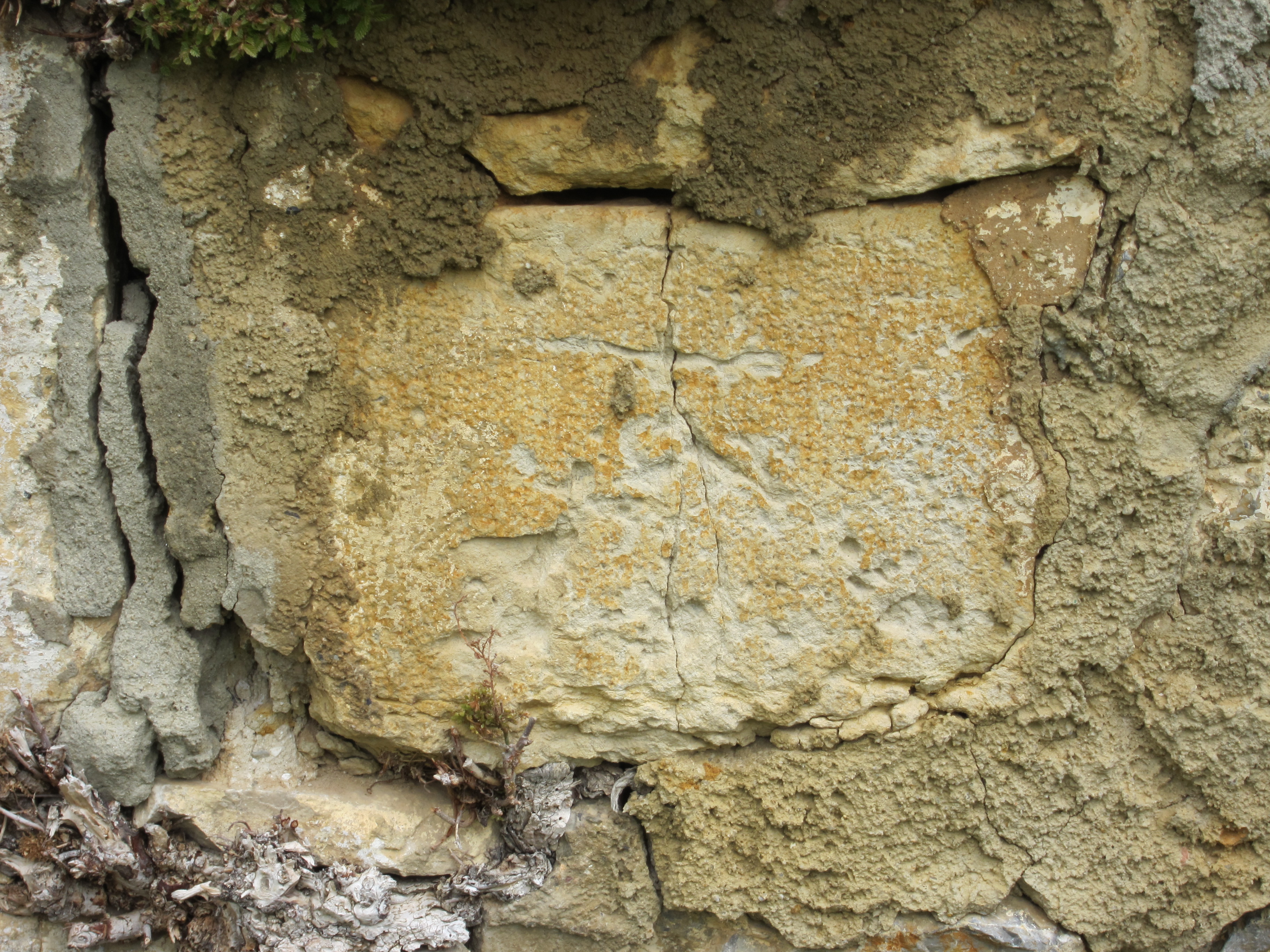
Cruz de calvario tímidamente grabada en uno de los sillares del muro del atrio de entrada.
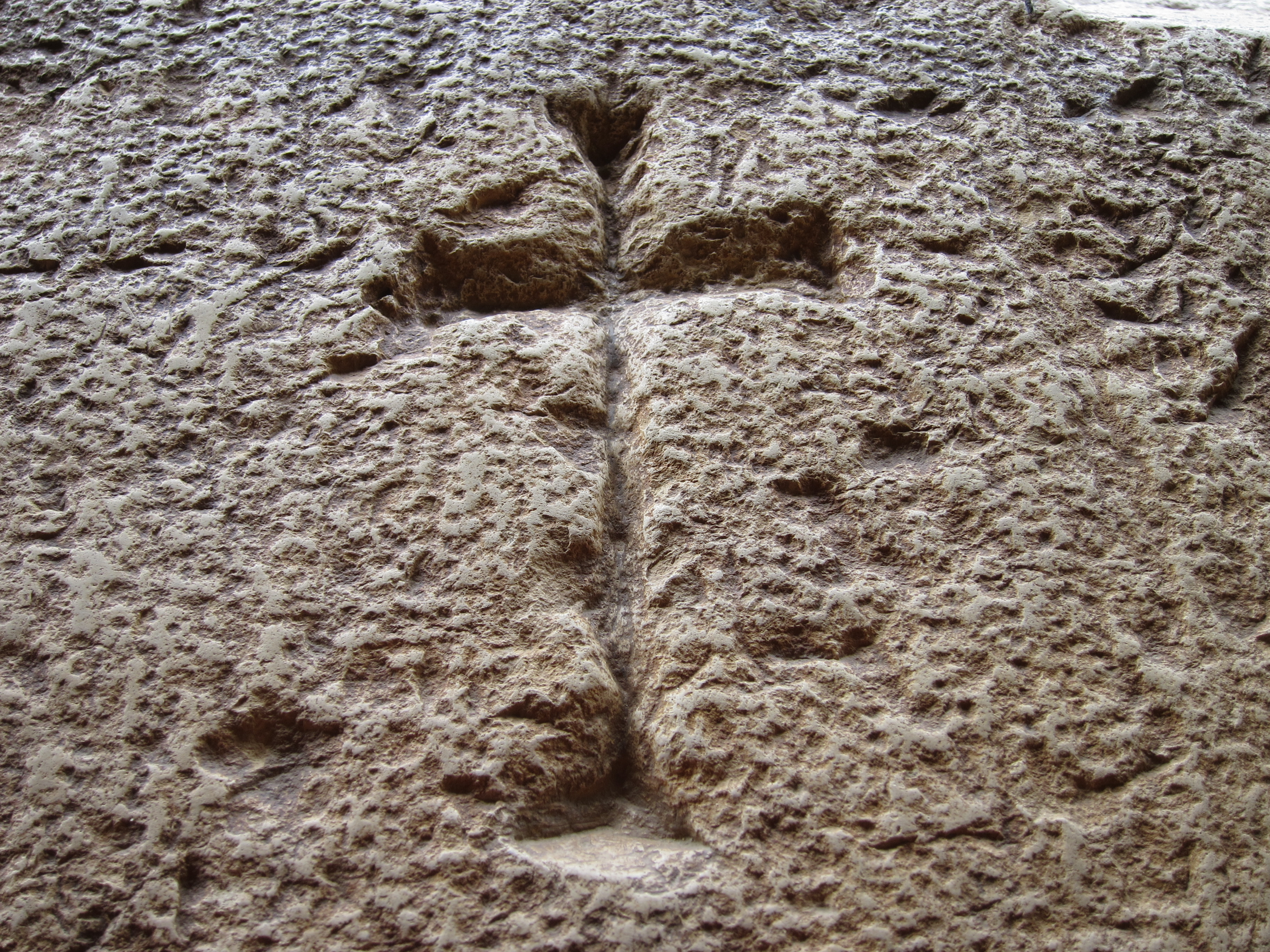
Cruz de calvario grabada en la entrada del atrio.
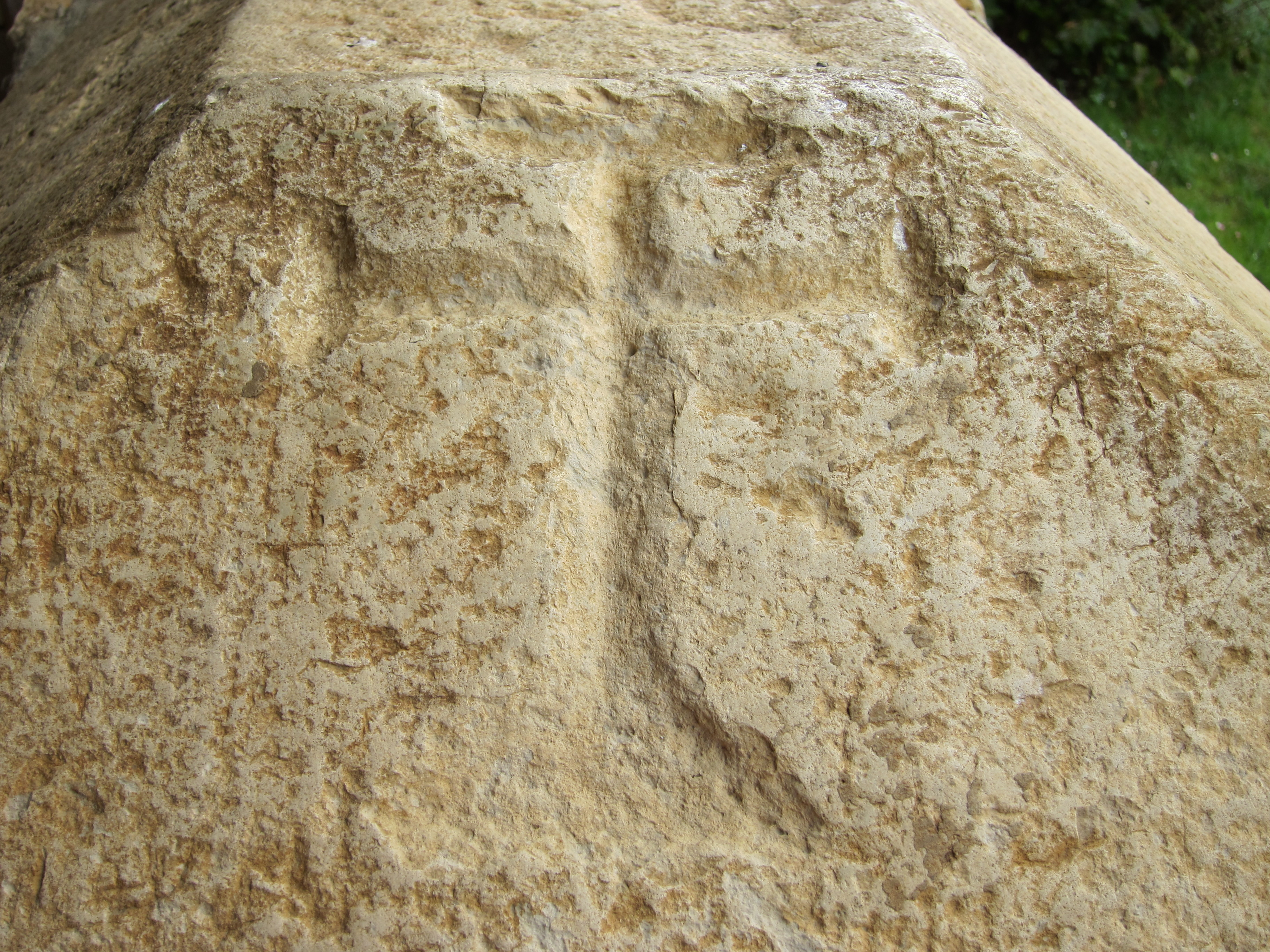
Cruz de calvario grabada en la entrada del atrio.
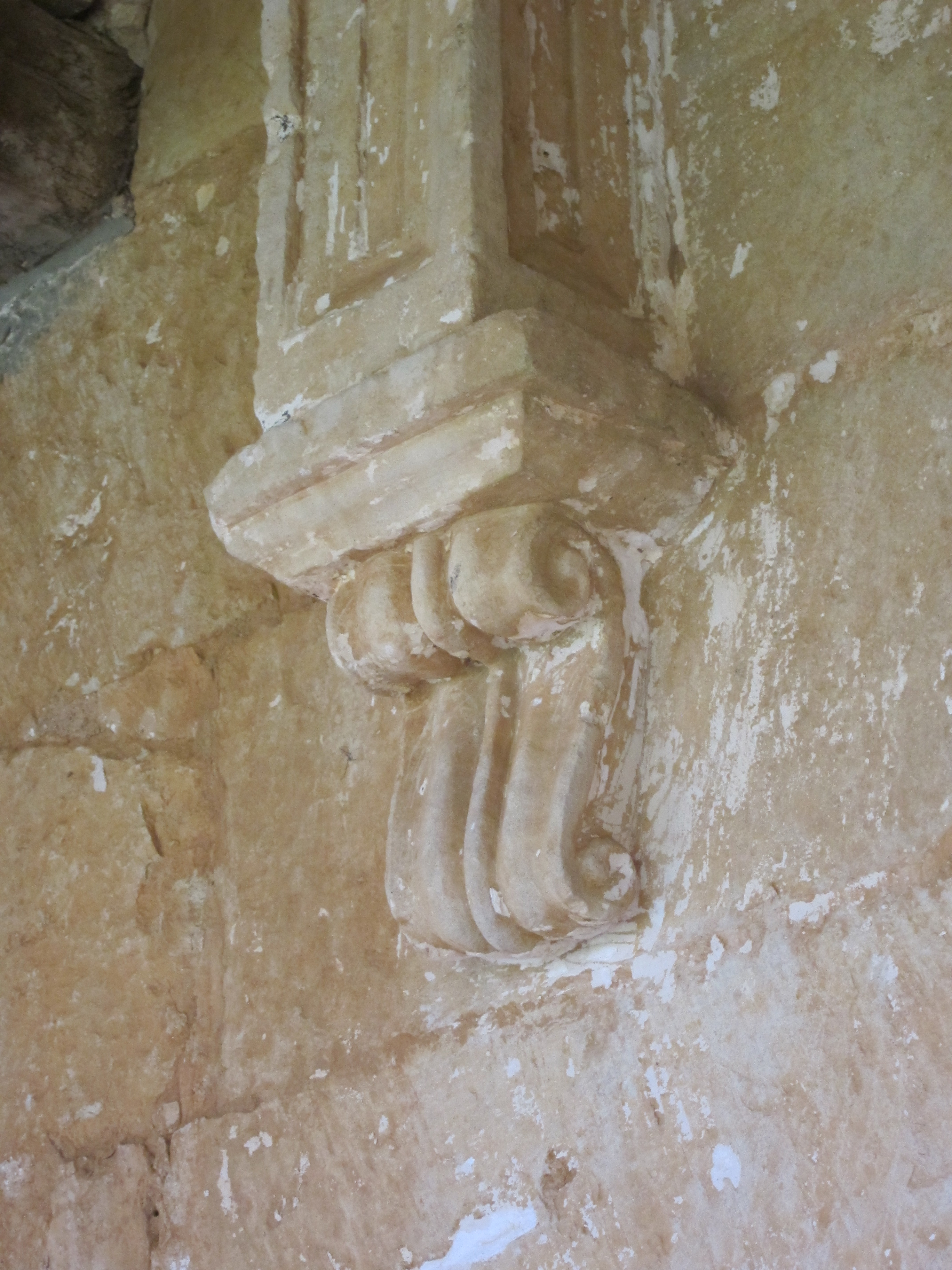
Ménsula neoclásica del atrio.
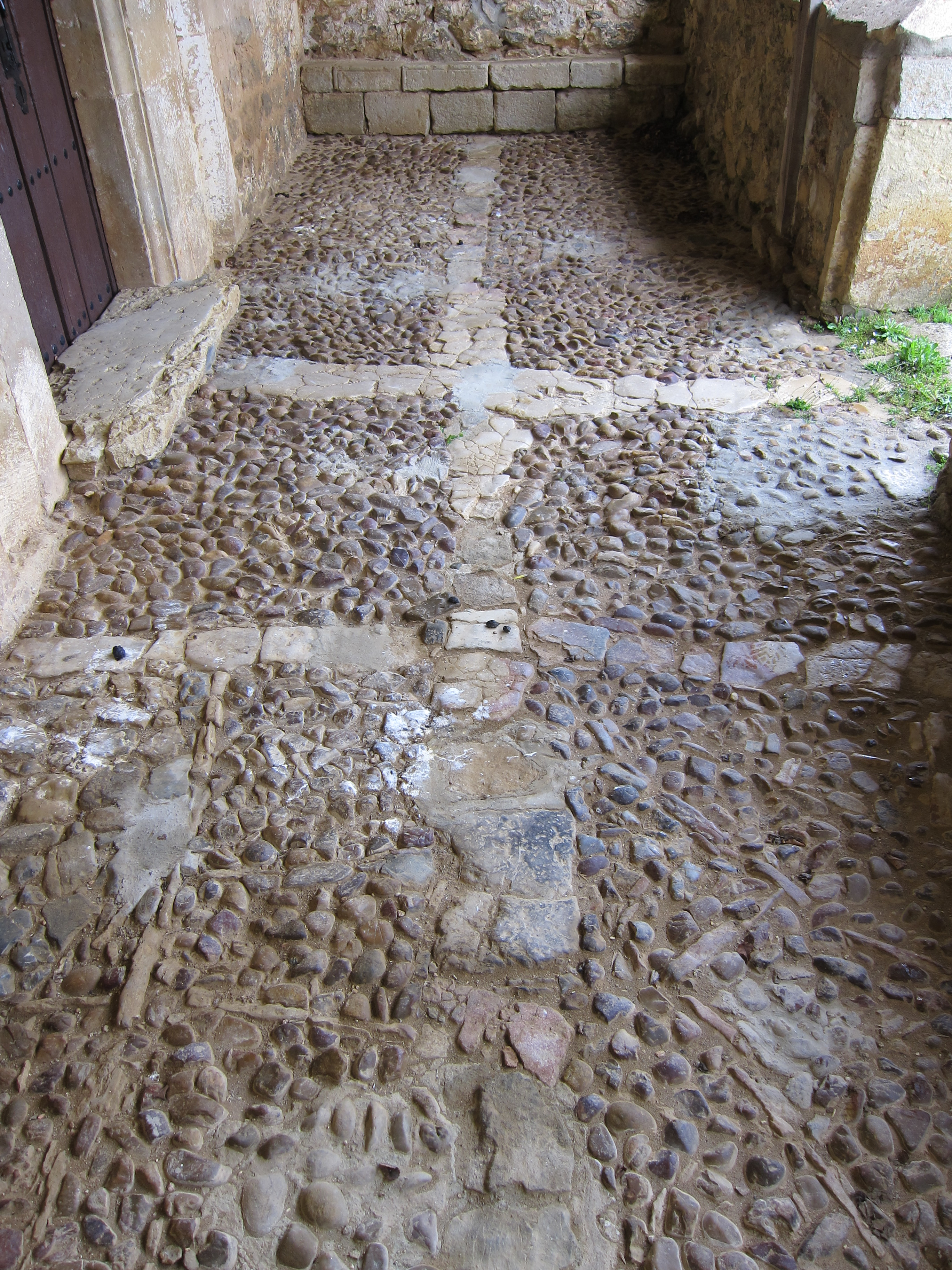
Suelo empedrado del atrio.
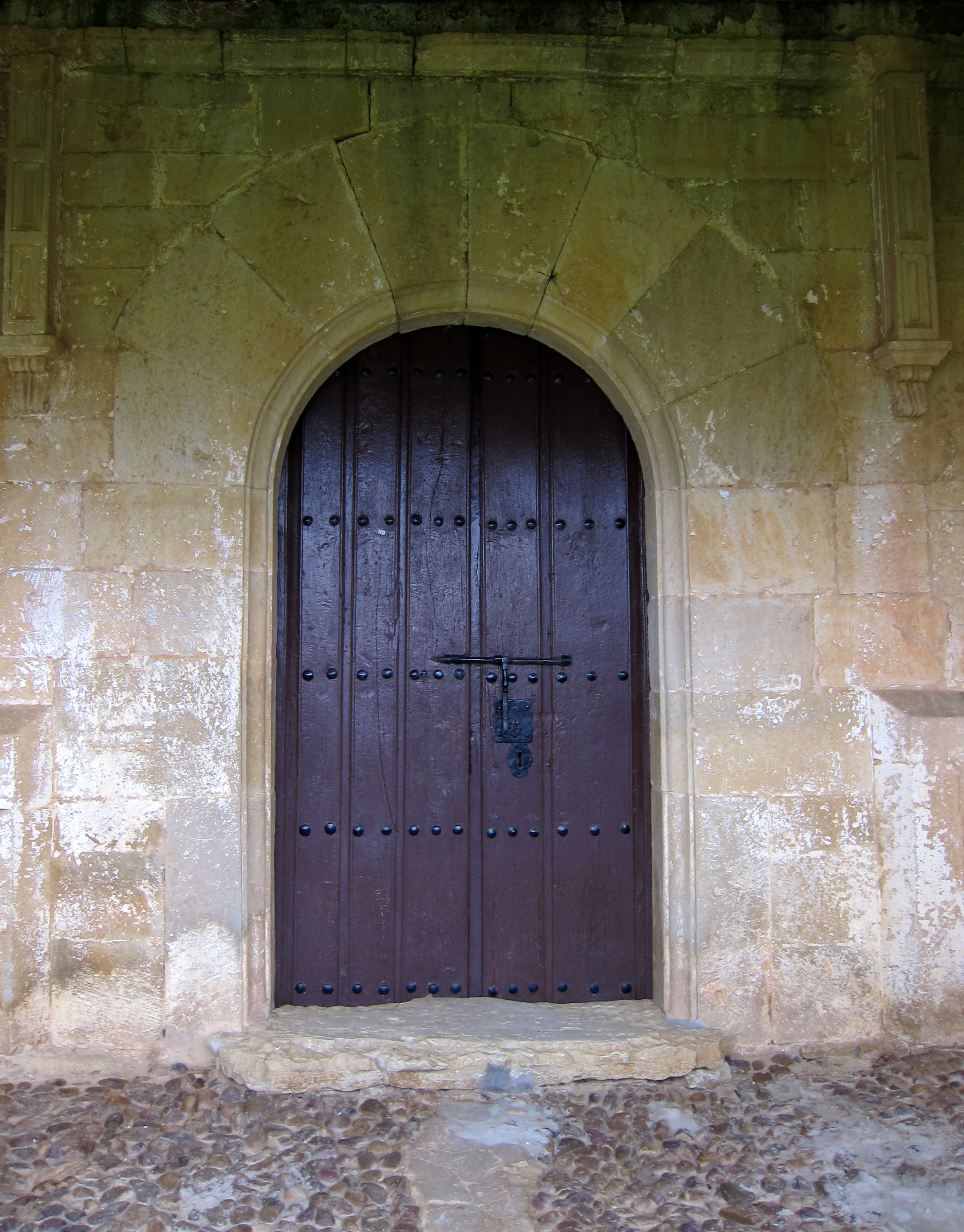
Portada.
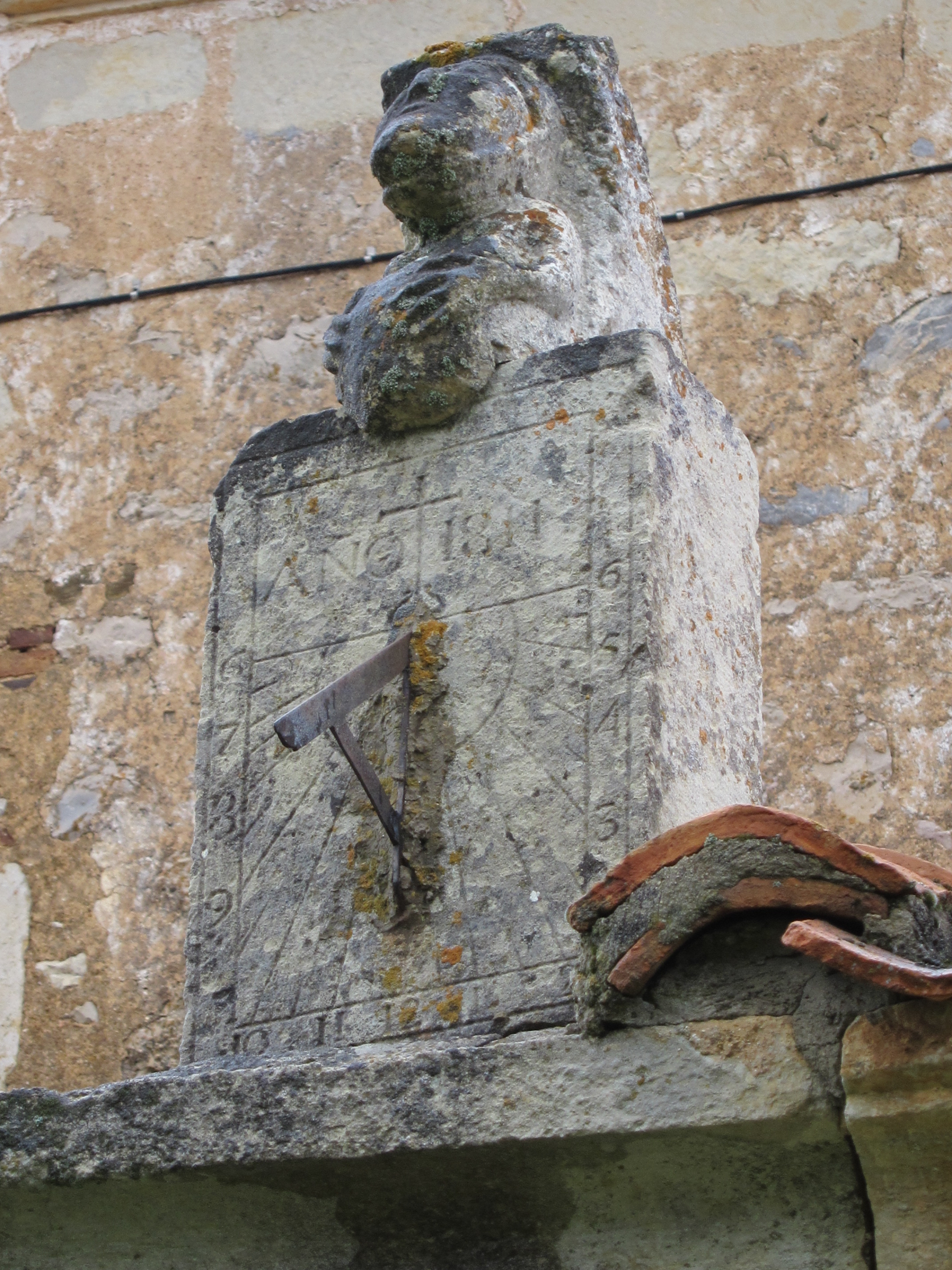
Reloj de sol con canecillo románico.
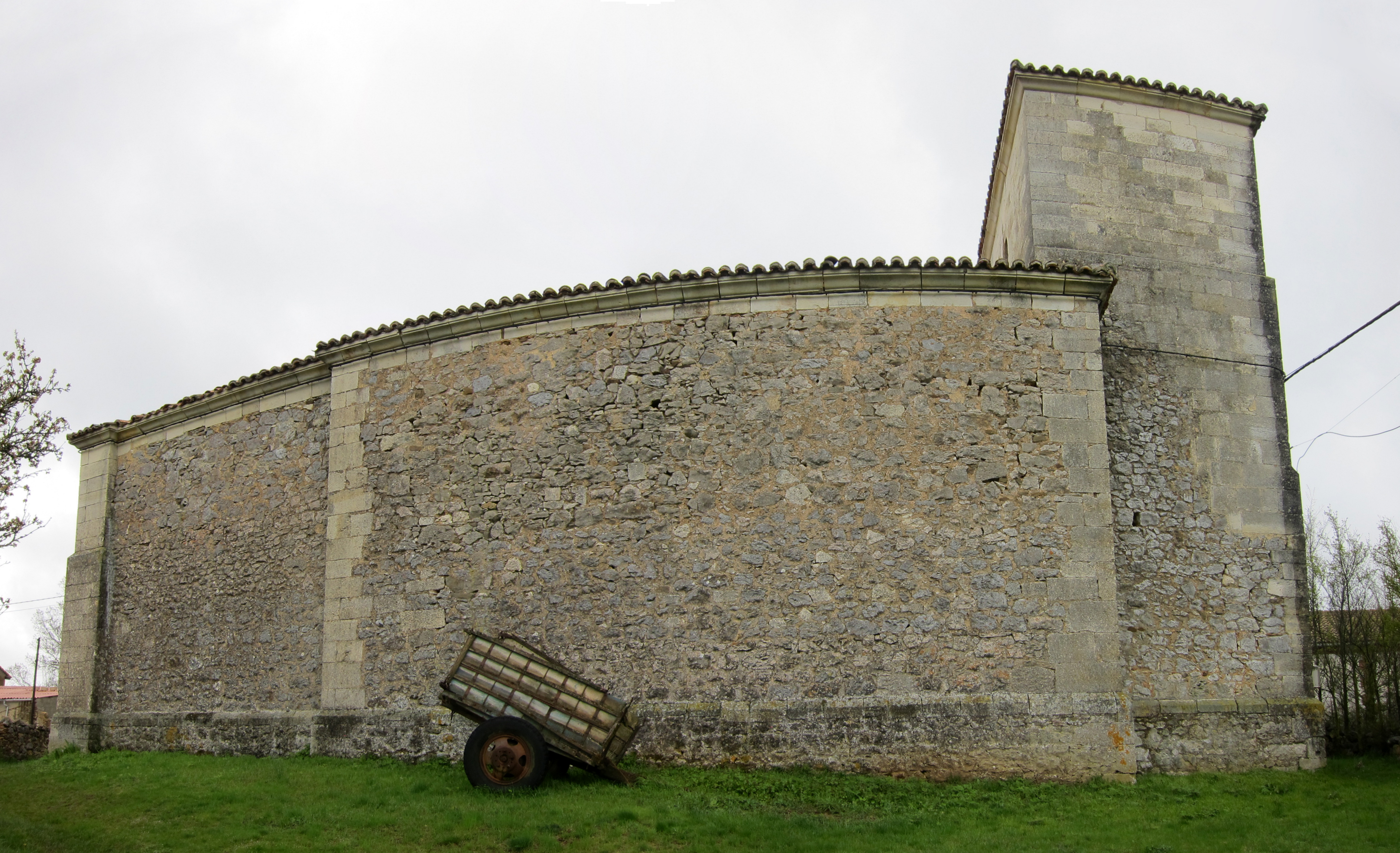
Vista de la parte trasera de la Iglesia de Santa Ana en Cantoral de la Peña.
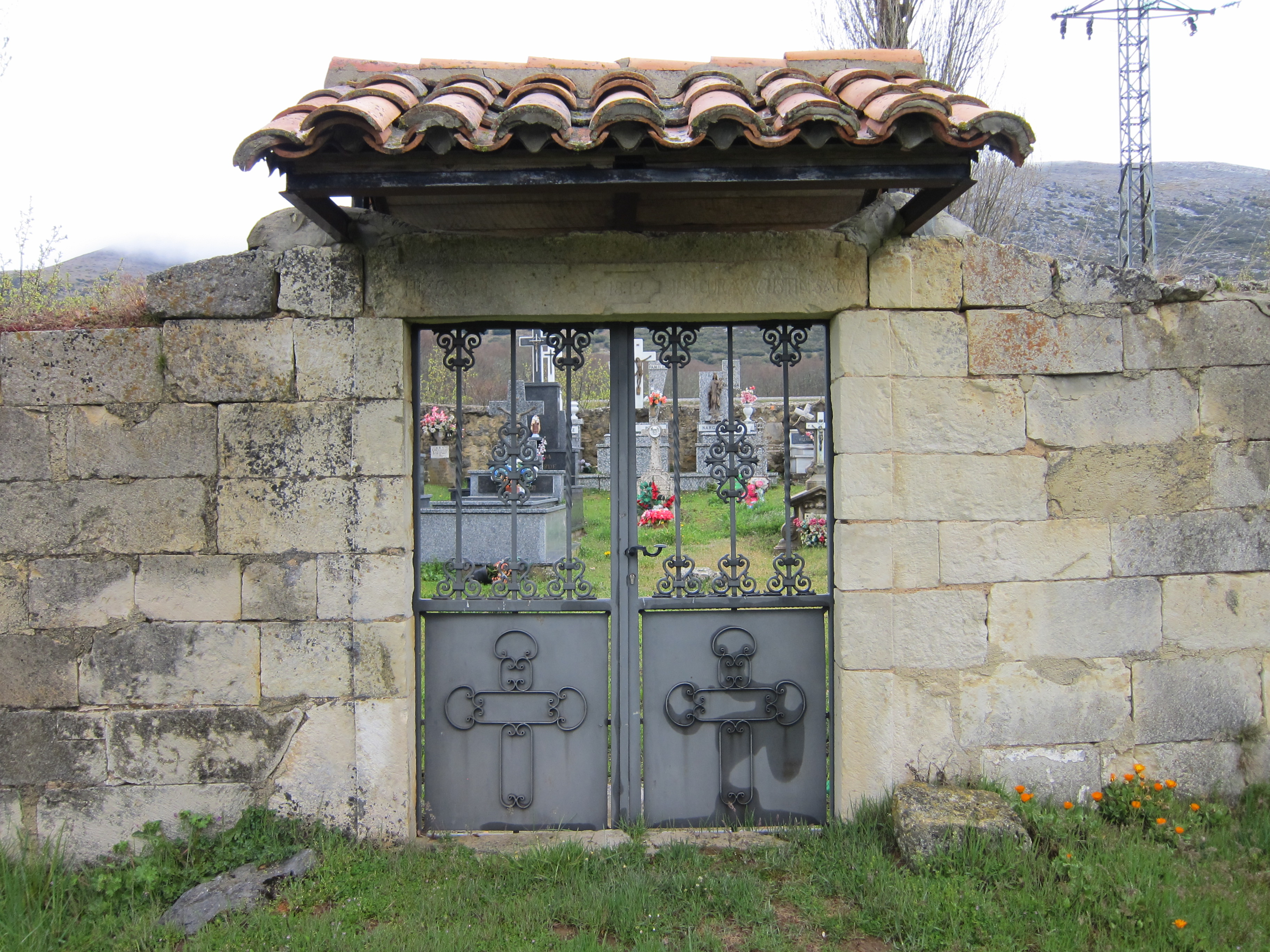
Portada del cementerio.
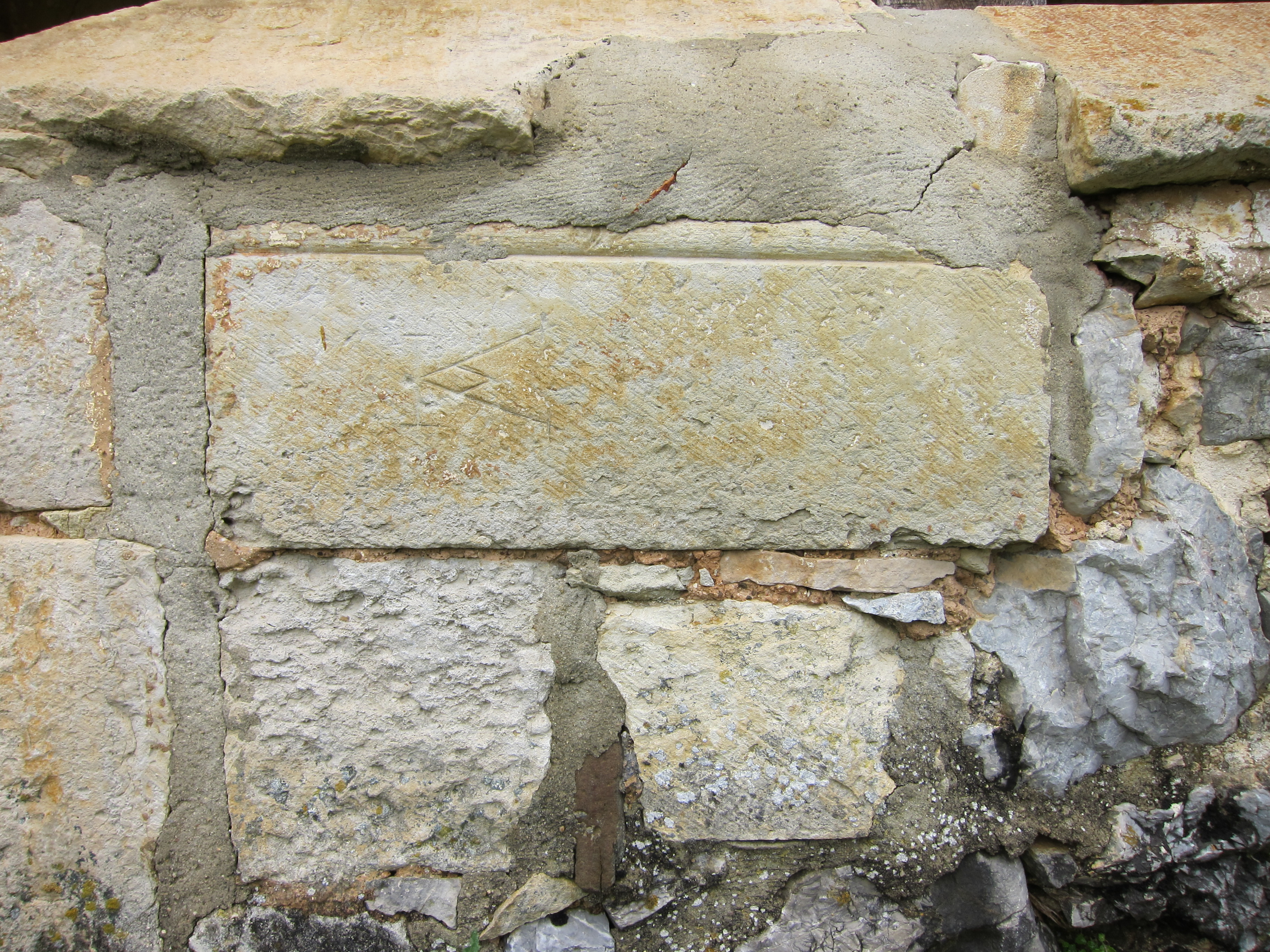
Sillar de la tapia de acceso a la Iglesia de Santa Ana.
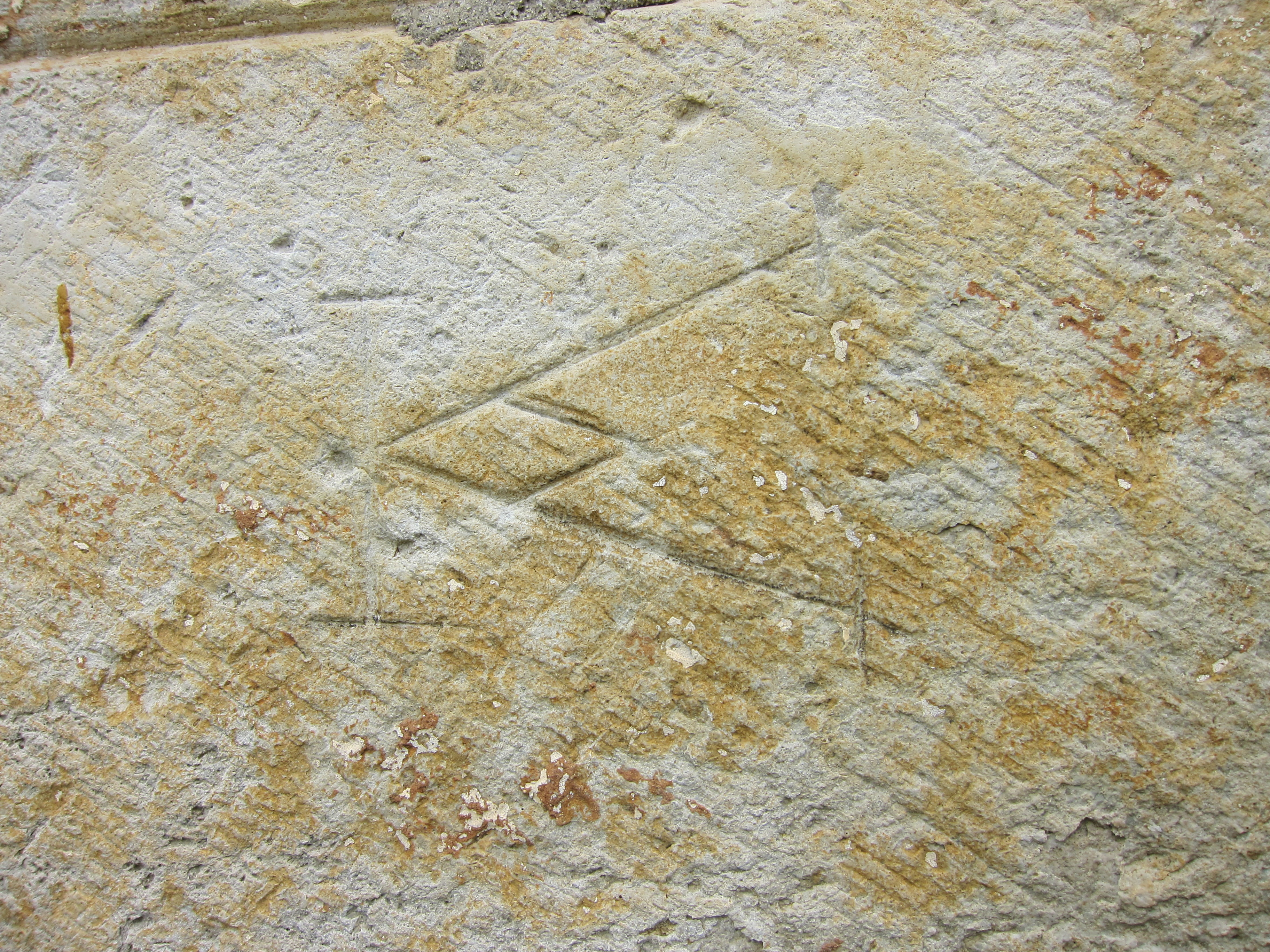
Detalle de marca de cantero en sillar románico reaprovechado de la tapia de acceso a la Iglesia de Santa Ana.